# Don Gammon
Donald R. (Don) Gammon (Zuid-Afrika, 28 december 1974) is een Zuid-Afrikaans golfprofessional en golfcoach, die als golfer actief was op de Sunshine Tour.

## Loopbaan
In 1993 werd Gammon een golfprofessional en hij maakte zijn debuut op de Southern Africa Tour (nu gekend als de Sunshine Tour). In 1994 behaalde hij op de Southern Africa Tour zijn eerste zege door de Bushveld Classic te winnen. Hij bleef tot in 2005 golfen op de Sunshine Tour.
Na zijn actieve golfcarrière ging Gammon samen met zijn vader Muss Gammon werken aan hun familiebedrijf, de "Gammon Golf". Het is een golfschool waar de familie Gammon jonge golftalenten opleiden. Hij en zijn vader zijn een van de bekende golftrainers in Zuid-Afrika.

## Prestaties
Southern Africa Tour
- 1994: Bushveld Classic